# ラーメンD 松平國光
『ラーメンD 松平國光』（ラーメンディー まつだいらくにみつ）は、2024年に放送されたパイロット版を経て、2025年3月よりCSチャンネル「日テレプラス」で放送された日本のテレビグルメドラマ。後にtimeleszに加入する寺西拓人の初主演ドラマ。
夕方のニュース番組「ニュースエブリデイ」の一企画「ガチで美味い！ラーメン調査隊」を軸に、ディレクター・松平國光とスタッフたちの取材現場でのやり取りを描く。実在する人気ラーメン店やその店主のエピソードを取り入れ、フィクションとドキュメンタリーが融合した新感覚作品。

## パイロット版
2024年制作、全4話。

### キャスト
松平 國光
ラーメンディレクター
演 - 寺西拓人
福田 達也
アナウンサー
演 - 小泉光咲（原因は自分にある。）
朝比奈 陸
アシスタントディレクター
演 - 大槻拓也（BUDDiiS） ※第1・2話のみ出演
小池 蓮
アシスタントディレクター
演 - 今江大地 ※第3・4話のみ出演
ナレーション
声 - 木原実

### スタッフ
- 監督：鬼頭理三
- 脚本：龍田力、オグロテツロウ

## Season1
2025年制作、全8話。

### キャスト
松平 國光
ラーメンディレクター
演 - 寺西拓人
高瀬 誠
新人アナウンサー
演 - 春本ヒロ
小池 蓮
アシスタントディレクター
演 - 今江大地
朝比奈 陸
アシスタントディレクター
演 - 大槻拓也（BUDDiiS）
東堂 拓海
アシスタントディレクター
演 - 雨宮大晟（UNiFY）
東海林 香織
プロデューサー
演 - 信川清順

### スタッフ
- 監督：鬼頭理三